# As-Salt
As-Salt (en árabe, السلط) es una ciudad en la gobernación de Balqa', en Jordania .Se encuentra en la antigua carretera entre Amán y Jerusalén, a 28 km al oeste de Amán, en la meseta de Balqa entre tres cerros uno de los cuales (Jabal al-Qala) es el lugar de una fortaleza en ruinas del siglo XIII. La ciudad tenía en 1993 una población de 60.740 habitantes. La llamada gran municipalidad tenía en 2006 una población de 97.000 habitantes, y actualmente tiene una población de unos 99.890 habitantes (censo de 2015).
As-Salt se agregó a la lista del Patrimonio de la Humanidad de la UNESCO en 2021.

## Historia

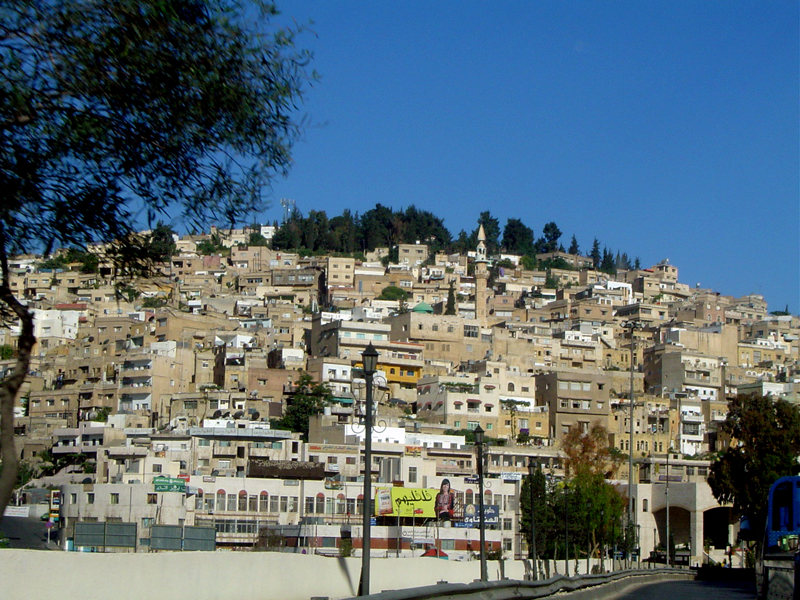
La entrada de la ciudad de Sal y su colina principal

No se sabe cuándo la ciudad fue habitada por primera vez, pero se cree que fue construido por el ejército de Macedonia antiguo durante el reinado de Alejandro Magno y se llamaba Gadara. La ciudad fue conocida como  Saltus  durante el Imperio Bizantino (Imperio Bizantino) y era la sede de un Diocesano (Obispado).  En este tiempo, la ciudad fue considerada como el asentamiento principal en la Transjordania (región) del río Jordán. El asentamiento fue destruido por los mongoles y luego reconstruido durante el reinado del sultán mameluco Baibars (1260-1277) y se convirtió en una capital regional una vez más durante la época del Imperio Otomano. A principios de la década de 1830, Salt fue nuevamente atacada, esta vez durante una incursión por el virrey egipcio Ibrahim Pasha de Egipto en sus campañas contra los otomanos en Palestina.El apogeo de As-Salt fue a finales del siglo XIX cuando los comerciantes llegaron de Nablus para expandir su red comercial hacia el este, más allá del río Jordán. Como resultado de la afluencia de recién llegados este período vio la rápida expansión de Salt de un pueblo sencillo a una ciudad con muchos edificios arquitectónicamente elegantes, muchos construidos en el estilo Nablusi . Un gran número de edificios de esta era sobreviven .

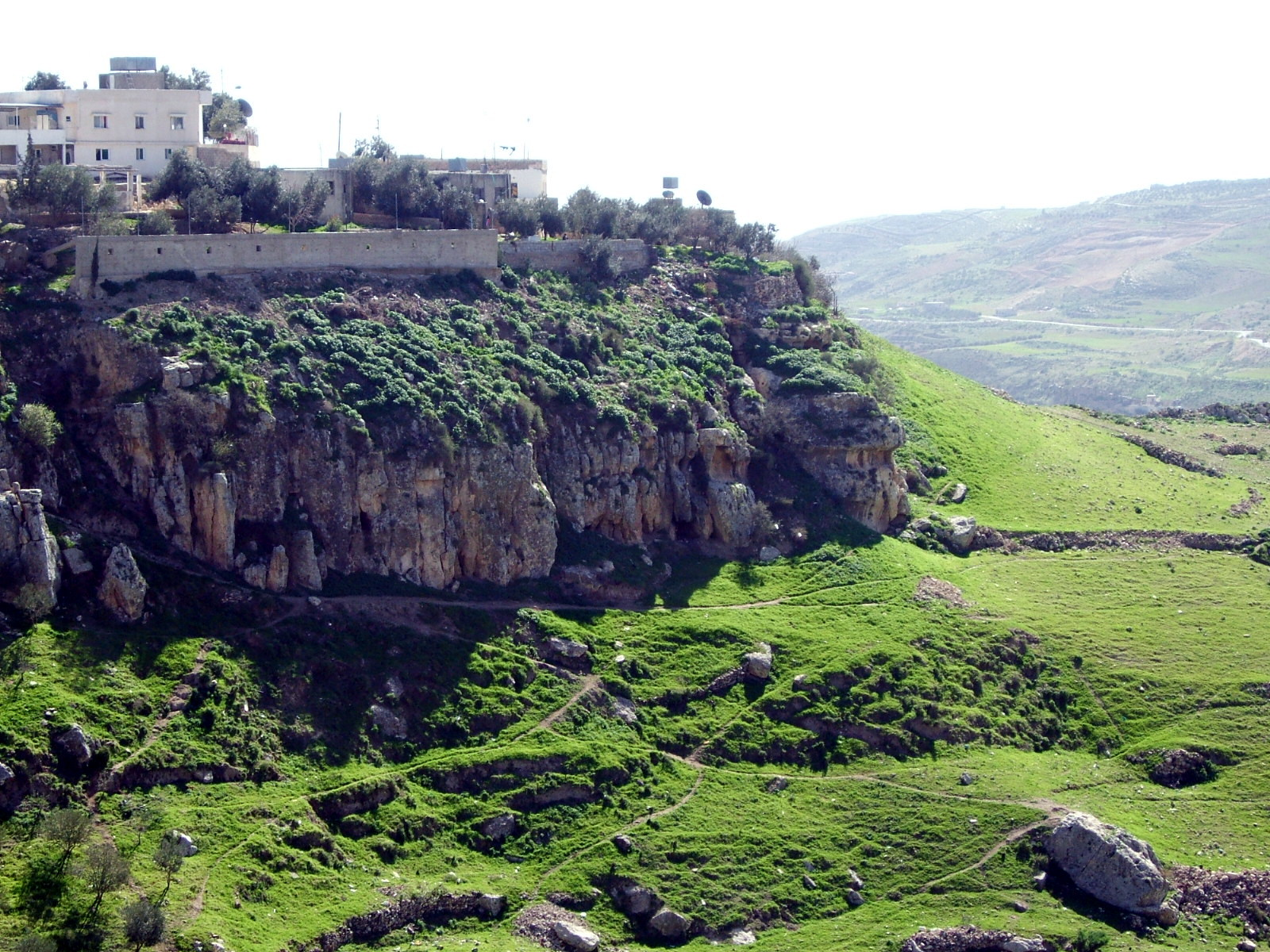
La ciudad de Salt se encuentra en una planicie montañosa.

Después de la Primera Guerra Mundial, Herbert Samuel, un político británico, la eligió para anunciar que el Reino Unido estaba a favor de la creación de un gobierno autónomo en Jordania.Este deseo se hizo realidad en 1921 cuando Abdullah I de Jordania se convirtió en emir de Transjordania. Salt parecía ser la ciudad que sería elegida como la capital del nuevo emirato, ya que la mayor parte de la industria y el comercio fluían a través de Salt. Durante este período Salt no tenía escuelas secundarias. Aun así, Abdullah escogió la ciudad como la capital de su emergente emirato, pero más tarde cambió de opinión y trasladó su complejo y su séquito a Amán cuando él y los notables de As-Salt tuvieron un desacuerdo. Amán en esa época era una pequeña ciudad de solamente 20.000 personas que experimentó crecimiento rápido.